# Jazno

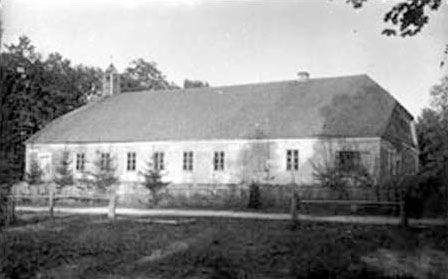
Jazno (1938)

Jazno (biał. Язна; ros. Язно) – wieś na Białorusi, w obwodzie witebskim, w rejonie miorskim, w sielsowiecie Jazno.
Siedziba parafii prawosławnej; znajduje się tu cerkiew pw. Przemienienia Pańskiego z 1901 r.

## Historia
W czasach zaborów miasteczko, siedziba gminy Jazno, w powiecie dzisieńskim, w guberni wileńskiej Imperium Rosyjskiego. Niegdyś dziedzictwo Galińskich, Druckich-Sobolińskich, Koziełłów-Poklewskich i Kociełłów. Pod koniec XIX wieku własność Korsaków.
W latach 1921–1945 miasteczko i majątek leżał w Polsce, w województwie wileńskim, w powiecie dziśnieńskim, w gminie Jazno.
Według Powszechnego Spisu Ludności z 1921 roku miasteczko zamieszkiwały 243 osoby, 43 były wyznania rzymskokatolickiego, 193 prawosławnego, 6 mojżeszowego a 1 mahometańskiego. Jednocześnie 61 mieszkańców zadeklarowało polską przynależność narodową, 171 białoruską, 6 żydowską a 5 rosyjską. Były tu 42 budynki mieszkalne. W 1931 w 56 domach zamieszkiwało 341 osób.
Majątek zamieszkiwało 56 osób, 3 były wyznania rzymskokatolickiego, 53 prawosławnego. Jednocześnie 4 mieszkańców zadeklarowało polską przynależność narodową, 52 białoruską. Były tu 4 budynki mieszkalne. W 1931 w 4 domach zamieszkiwało 23 osoby.
Wierni należeli do parafii rzymskokatolickiej i prawosławnej w Jaźnie. Miejscowość podlegała pod Sąd Grodzki w Dziśnie i Okręgowy w Wilnie; właściwy urząd pocztowy mieścił się w Jaźnie.
W wyniku napaści ZSRR na Polskę we wrześniu 1939 miejscowość znalazła się pod okupacją sowiecką. 2 listopada została włączona do Białoruskiej SRR. Od czerwca 1941 roku pod okupacją niemiecką. W 1944 miejscowość została ponownie zajęta przez wojska sowieckie i włączona do obwodu witebskiego Białoruskiej SRR.
Od 1991 w składzie niepodległej Białorusi.

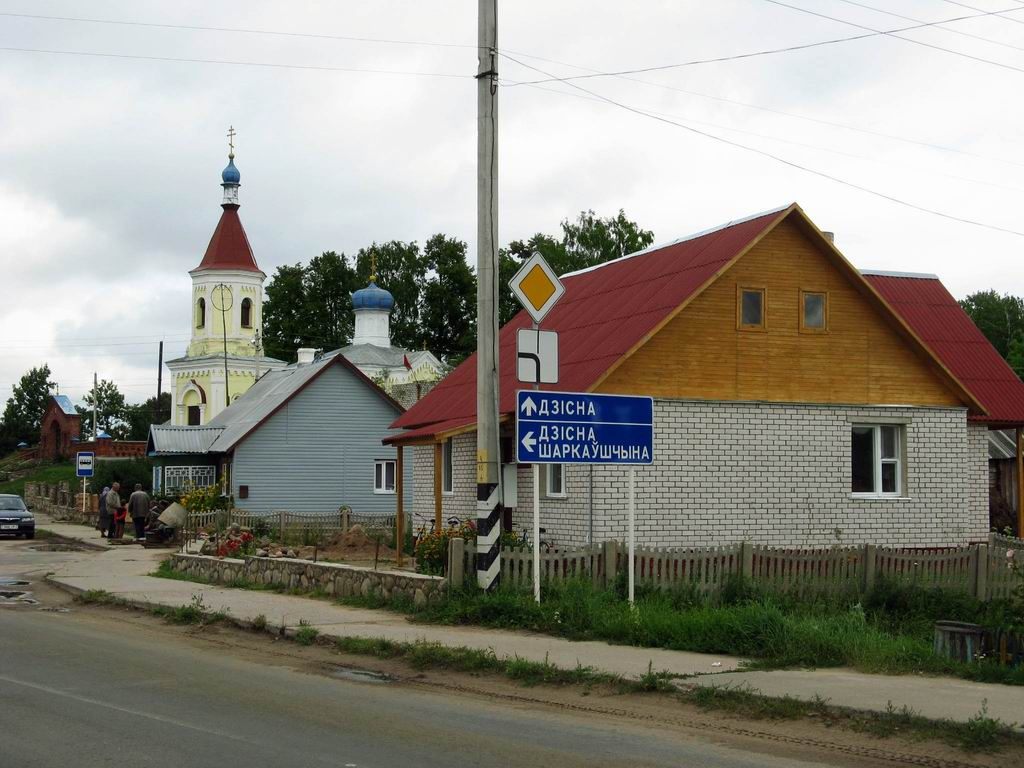
Centrum
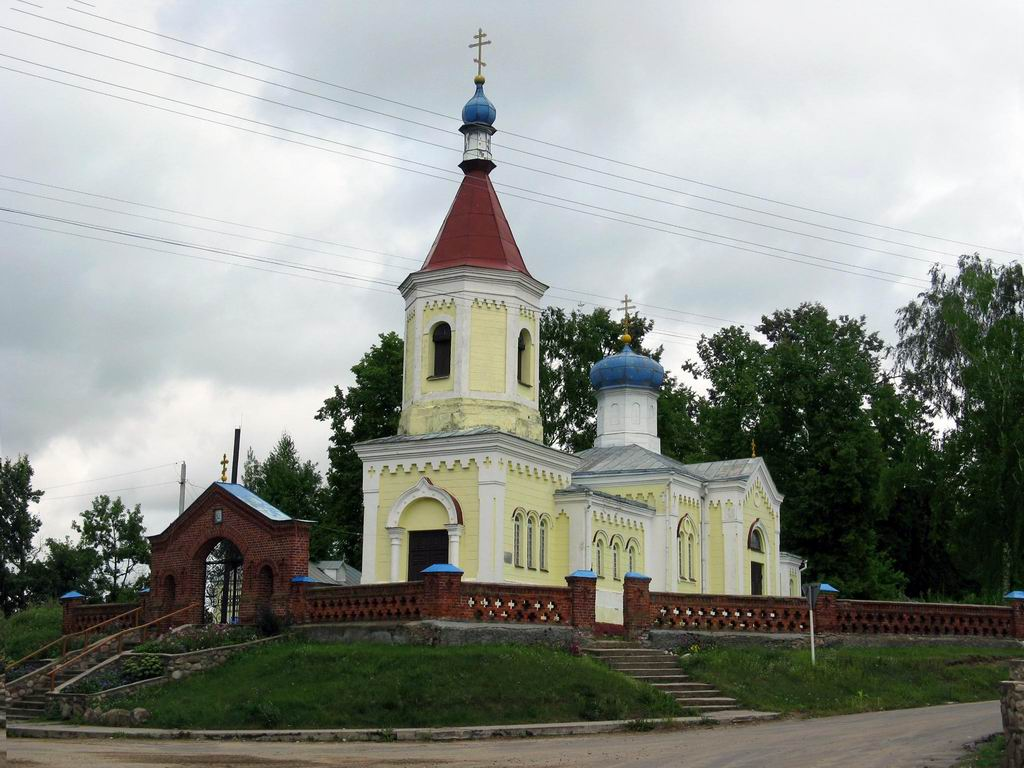
Cerkiew
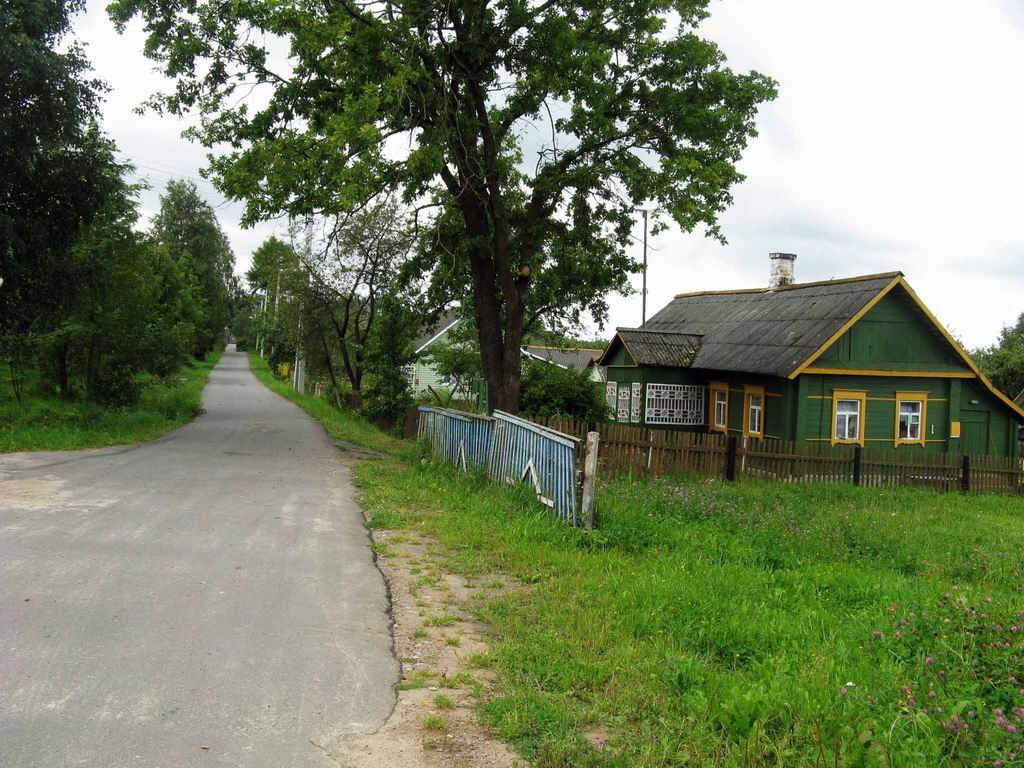
Ulica
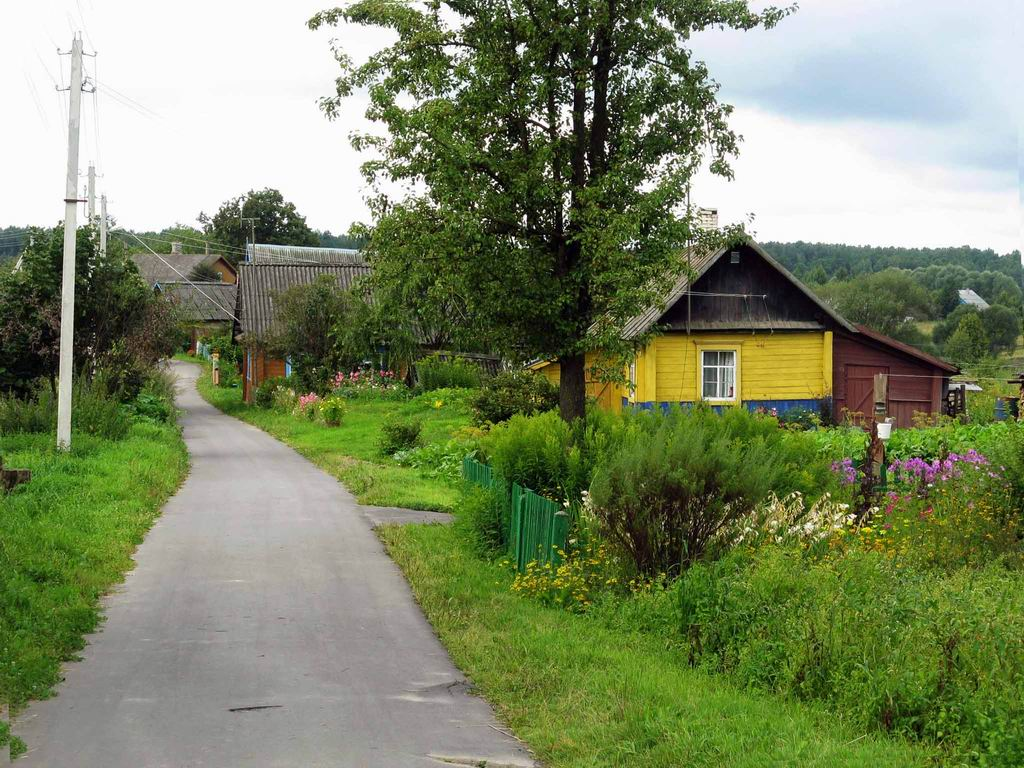
Ulica